# 海賊停止令
海賊停止令是日本史上的一個法令，又稱海賊鎮壓令，最早由豐臣秀吉在1588年向全國發出，要求全日本的水軍眾停止從事海賊行為跟終止徵收帆別錢、警固料的權利，也對走私交易進行杜絕，將日本的對外貿易統合於朱印船貿易。

## 背景
室町時代後期，幕府權威衰微，各地水軍為營生除了進行對外的走私貿易跟掠奪外，設置水路關卡收費跟提供商人水路交通安全時的保護費，也就是所謂的帆別錢、警固料，皆成為水軍眾的經濟來源。然而各地水軍、海賊為確保權利，也依附鄰近大名，並在戰爭中加入戰鬥跟提供後勤運輸。